# 小川国光
小川 国光（おがわ くにみつ、1942年 - ）は、日本の牧師、宣教師、神学校教師。日本福音同盟理事長、アジア福音同盟実行委員、日本福音自由教会協議会会長を務めた。聖契神学校で教鞭を執る。単立教会、東京恵約キリスト教会牧師。

## 経歴
埼玉大学で物理を専攻していた時、浦和福音自由教会のハルストロム宣教師に出会い影響を受け、1961年キリスト者になる。その後、東京教育大学修士課程を修了して、東京教育大学光学研究所に勤務して学位取得を目指す。学生時代に大学生伝道を始め、その集会にハルストロム宣教師を講師に招いて、浦和福音自由教会で集会を持つようになる。東京教育光学研究所の所員であった時本田弘慈牧師らのチャレンジを受け、献身。1968年、シンガポールのDTC神学校（シンガポール弟子訓練センター）に入学。1970年帰国して、浦和福音自由教会に転籍して、福音自由教会の牧師になる。
海外宣教交友会 (OMF) の第1号宣教師候補の召しを受け、1973年にインドネシア宣教師として派遣される。
1990年、福音自由教会協議会初代理事となる。同年、韓国のアジア宣教会議、1991年、第3回世界伝道会議の分科会を担当する。武蔵野福音自由教会牧師となる。2003年、すっと青山青年世界宣教大会実行委員長、通訳。2008年3月、武蔵野福音自由教会牧師を退く。同年6月26日、日本福音自由教会協議会（大橋秀夫会長）、福音自由教会教役者会（吉田耕三会長）から除名される。武蔵野福音自由教会を退会した信徒らと、東京恵約キリスト教会を設立する。

## 著書
- 『宣教地に生きる:これからの海外宣教』 いのちのことば社  1983年
- 『自由とは－米国福音自由教会の歴史－』カルビン・B・ハンソン著 小川国光訳 日本福音自由教会協議会 1993年
- 『21世紀の福音派のパラダイムを求めて』共著　日本福音同盟　いのちのことば社